# 加斯科涅公國
加斯科涅公國，又称瓦斯科尼亚公国、巴斯科尼亚公国，是位於今法國西南部和西班牙東北部的一個公國，包括現代地區加斯科涅。加斯科涅公國，當時被稱為巴斯科尼亚，最初是法蘭克人用於控制巴斯克地區的的一個邊疆區。加斯科涅公國經歷了不同的時期，從早期具有獨特的巴斯克文化到與阿基坦公國合併，再到後期作為英國金雀花王朝的附屬國。
在百年戰爭中，法國查理五世於1380年征服了加斯科涅公國的大部分地區，在查理七世的領導下，1453年加斯科涅公國整體併入法蘭西王國。伊比利亞半島內的相應部分成為納瓦拉王國。

## 外部連結
- Auñamendi Encyclopedia: Ducado de Vasconia （页面存档备份，存于）.
- Sedycias, João. História da Língua Espanhola.
- Cawley, Charles, , Medieval Lands database, Foundation for Medieval Genealogy, [自述来源][需要較佳来源]

1. ↑  "The Duchy of Vasconia" kondaira.net/eng